# Kamfer

strukturformel

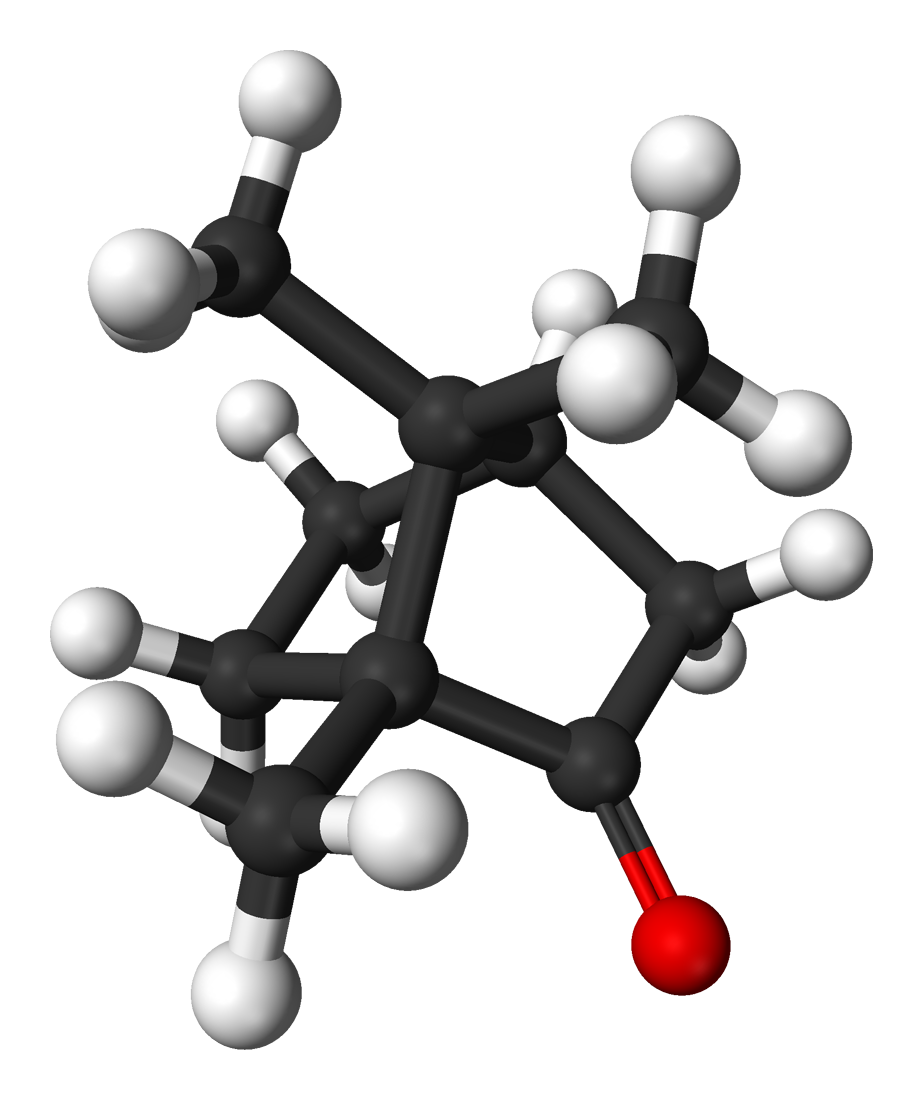
Molekylmodell

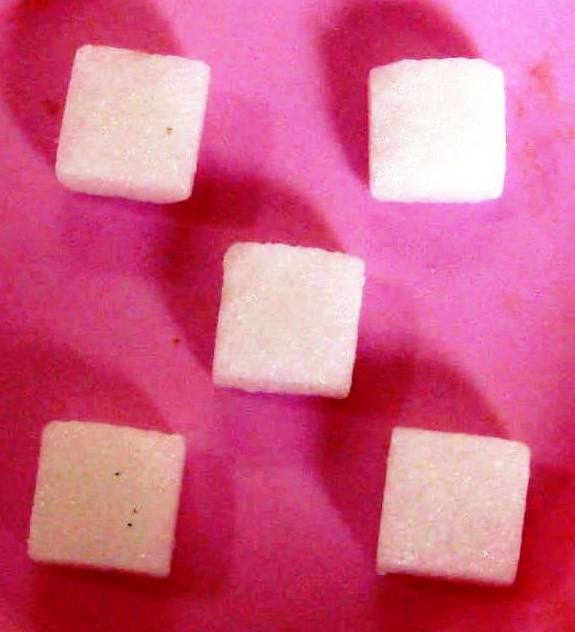
Kamferkuber

Kamfer, C10H16O, är en bicyklisk keton som utgörs av lättflyktiga kristaller med en karakteristisk doft.

## Egenskaper
Kamfer utgör ett vitt, transparent, vaxartat, kristallint, fast ämne med mycket säregen lukt. 

## Framställning
I Ostasien har kamfer sedan årtusenden utvunnits ur en olja som finns i trädet japankamfer (Cinnamomum camphora) och som i kontakt med luft bildar kristaller med säregen lukt och först brännande, sedan kylande smak.
Idag framställs kamfer ur terpentin.

## Användning
Kamfer används ofta i olika typer av eteriska oljor och finns i bland annat tigerbalsam och som mjukgörare i celluloid. I t. ex. bordtennisbollar gör oljan att plasten inte spricker.
Kamfer har förr använts som läkemedel, i kamferdroppar.